# Jacqueline Bisset
Jacqueline Bisset, rojena kot Winifred Jacqueline Fraser-Bisset, angleška filmska igralka, * 13. september 1944, Surrey, Anglija.

## Življenjepis
Njena mati je bila francozinja, oče pa škotski general. Ko je bila Jacqueline najstnica, sta se starša ločila. Ostala je pri materi ter ji pomagala pri raznih hišnih opravilih, oče pa se je odselil. Kot deklica je plesala balet, po končani gimnaziji pa se je pričela ukvarjati z manekenstvom, večkrat jo je bilo možno opaziti tudi v raznih oglasih za kozmetiko ali oblačila. Pot jo je pripeljala vse do igralske akademije. Kmalu za tem je postala filmska igralka, kakor jo poznamo še dandanes.
Jacqueline se ni nikoli poročila ali imela otrok.

## Filmografija (izbor)
- Cul-de-sac (1966)
- Casino Royale (1967)
- Bullitt (1968)
- The First Time (1969)
- Airport (1970)
- Secrets (1971)
- The Mephisto Waltz (1971)
- The Life and Times of Judge Roy Bean (1972)
- The Thief who came to Dinner (1973)
- La Nuit Americaine (1973)
- Le Magnifique (1973)
- Murder on the Orient Express (1974)
- The Deep (1977)
- The Geek Tycoon (1978)
- Who is killing the Great Chefs of Europe? (1978)
- When Time ran Out (1980)
- Inchon (1981)
- Rich and Famous (1981)
- Class (1983)
- Under the Volcano (1984)
- Scenes from the Class Struggle in Beverly Hills (1989)
- Wild Orchid (1990)
- La Ceramonie (1995)
- Dangereus Beauty (1998)
- Britannic (2000)
- The fine Art of Love: Mine ha-ha' (2005)
- Domino (2005)